# Komitadschi

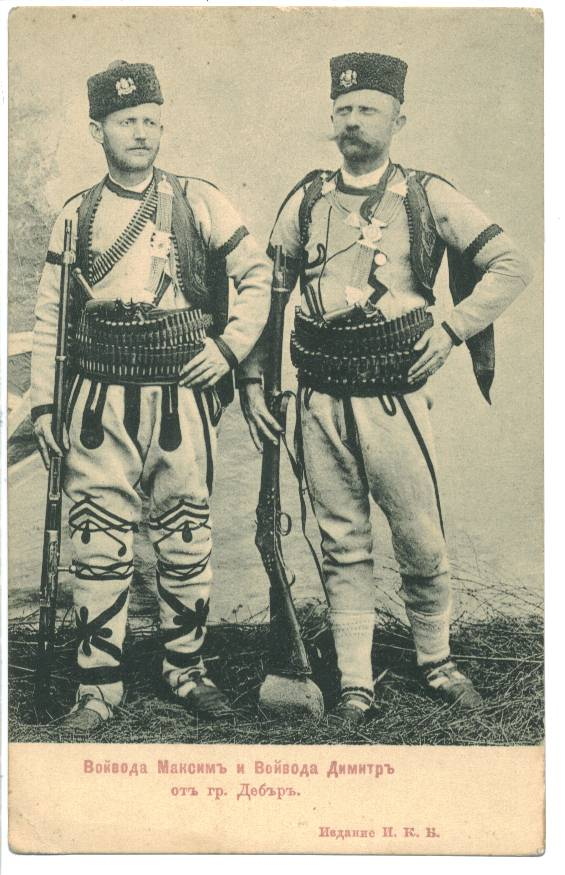
Komitadschi in Makedonien

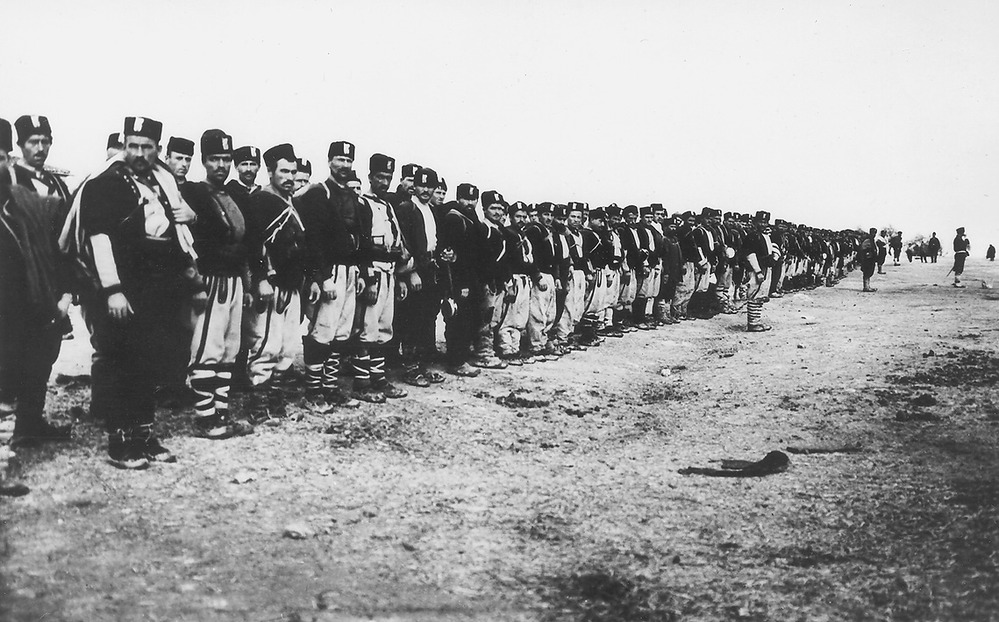
Komitadschi in der bulgarischen Armee

Als Komitadschi (bulgarisch Комитаджи, türkisch komitacı) oder Komiti (mazedonisch Комити) werden Mitglieder einer politischen Untergrundbewegung bzw. eines revolutionären Komitees bezeichnet. Das Wort leitet sich von dem bulgar. Комитет/Komitet oder türk. komita für Komitee ab.
Die Begriffsgeschichte weist auf die bulgarische nationale Befreiungsbewegung der 1860er zurück, als revolutionäre Komitees vom benachbarten Serbien oder Rumänien aus versuchten, durch Entsendung von Freischärlern (Tschetnizi) Volksaufstände in Bulgarien zu entfachen, die gegen die Herrschaft des osmanisch-türkischen Reichs gerichtet waren.
Die nationalen Auseinandersetzungen in den mazedonischen und thrakischen Provinzen des Osmanischen Reichs in den folgenden Jahren bis zu den Balkankriegen von 1912/1913 wurden nicht nur von Mitgliedern der BMARK (Bulgarischen Makedonien-Adrianopeler Revolutionären Komitees) und ihrer Nachfolgeorganisationen, sondern in hohem Maße auch von Komitadschis aus Bulgarien, Serbien und Griechenland getragen. Auch die Jungtürken, die sich in den 1890ern gegen das Regime des Sultans auflehnten, knüpften an die Erfahrungen der Komitadschis an. Auch ein Politiker, der seine Ziele auf geheimbündlerische Weise zu realisieren trachtet und dabei Gewalt als politisches Mittel in Betracht zieht, wird als Komitadschi bezeichnet.